# 滝川駐屯地
滝川駐屯地（たきかわちゅうとんち、JGSDF Camp Takikawa）は、北海道滝川市泉町236に所在し第10即応機動連隊等が駐屯する陸上自衛隊の駐屯地である。

## 概要
滝川駐屯地司令は第10即応機動連隊長が兼務する。最寄の演習場は、滝川演習場で滝川駐屯地業務隊が管理する。

## 沿革
陸上自衛隊滝川駐屯地
- 1955年（昭和30年）
  - 7月11日：滝川駐屯地が開設[1]。
  - 7月15日：第2管区隊第10普通科連隊（第1大隊（留萌駐屯地）欠）が真駒内駐屯地から移駐。
  - 7月：第345会計隊、第328固定無線隊、第328警務分遣隊、滝川駐屯地業務隊が編成完結。

- 1962年（昭和37年）
  - 1月18日：第11師団編成に伴う連隊再編。

  1. 第11師団隷下に第10普通科連隊を本部管理中隊、4個普通科中隊および重迫撃砲中隊に再編。
  2. 第10普通科連隊第3大隊を基幹として、第28普通科連隊が滝川駐屯地において編成完結[2]。

  - 8月3日：第28普通科連隊が函館駐屯地に移駐。
  - 8月25日：第101特科大隊が北千歳駐屯地から移駐[2]。
- 1968年（昭和43年）3月：滝川駐屯地業務隊および基地通信隊を改編。第314基地通信中隊滝川派遣隊を新編。
- 1969年（昭和44年）
  - 3月：第328警務分遣隊を第101地区警務隊滝川派遣隊に改編。
  - 3月22日：第101特科大隊が美幌駐屯地に移駐。
  - 3月25日：第11特科連隊第1特科大隊が真駒内駐屯地から移駐。
- 1971年（昭和46年）
- 1989年（平成元年）3月24日：第10普通科連隊が自動車化連隊へ改編。
- 1996年（平成8年）3月28日：第11特科連隊第1特科大隊が廃止され、真駒内駐屯地において新編。
- 2008年（平成20年）
  - 3月25日：第11師団の旅団改編に伴い、第10普通科連隊が普通科連隊（軽）に改編され第4普通科中隊および重迫撃砲中隊を廃止。
  - 3月26日：第11後方支援隊第2整備中隊第1普通科直接支援小隊（第10普通科連隊を支援）を新編。
- 2019年（平成31年）3月26日：第11旅団を機動旅団に改編。

1. 第10普通科連隊を第10即応機動連隊に改編。
2. 第11後方支援隊第2整備中隊第1普通科直接支援小隊を即応機動直接支援中隊（第10即応機動連隊を支援）に改編。

## 駐屯部隊

### 北部方面隊隷下部隊
- 第11旅団
  - 第10即応機動連隊
  - 第11後方支援隊
    - 即応機動直接支援中隊：第10即応機動連隊等を支援
- 北部方面混成団
  - 第52普通科連隊
    - 第2普通科中隊
      - 滝川出頭（即応予備自衛官出頭地）
- 北部方面システム通信群
  - 第101基地システム通信大隊
    - 第314基地通信中隊
      - 滝川派遣隊
- 北部方面会計隊
  - 第345会計隊
- 滝川駐屯地業務隊

### 防衛大臣直轄部隊
- 警務隊
  - 北部方面警務隊
    - 第120地区警務隊
      - 滝川派遣隊

## 広報施設
- 資料館「ソーラップチ」

## 過去の駐屯部隊
- 1962年（昭和37年）8月3日移駐
  - 第28普通科連隊「28普-本」：函館駐屯地に移駐。
- 1969年（昭和44年）3月22日移駐
  - 第101特科大隊「101特-本」：美幌駐屯地に移駐。
- 1996年（平成8年）3月29日廃止
  - 第11特科連隊第1特科大隊「11特-1-本」：真駒内駐屯地において新編。
- 2019年（平成31年）3月26日廃止
  - 第10普通科連隊「10普-本」：第10即応機動連隊に改編。
  - 第11後方支援隊第2整備中隊第1普通科直接支援小隊「11後支-2整-1普」：第11後方支援隊即応機動直接支援中隊に改編。

## 重要施設
- 砂川発電所（出力25.0万kW。石炭）（砂川市）
- 奈井江発電所（出力35.0万kW。石炭）（空知郡奈井江町）
- 旧北海道人造石油株式会社研究棟

## 最寄の幹線交通
- 高速道路：道央自動車道 滝川IC
- 一般道：国道12号、国道38号、国道275号、国道451号、北海道道224号芦別赤平線、北海道道227号赤平滝川線
- 鉄道：JR北海道函館本線/根室本線 滝川駅
- 港湾：小樽港、石狩湾新港 （重要港湾）
- 飛行場：札幌飛行場（官民共用）、砂川ヘリポート（公共用ヘリポート）